# Cmentarz Centralny w Montevideo
Cmentarz Centralny (hiszp. Cementerio Central) – jeden z głównych cmentarzy w Montevideo, stolicy Urugwaju, położony w Barrio Sur na wybrzeżu estuarium La Platy. Jest jednym z najbardziej znanych cmentarzy w kraju w związku z pochowaniem tu wielu sławnych Urugwajczyków.
Cmentarz został założony w południowej części miasta, w 1835 roku. Wejście zostało zaprojektowane i wzniesione po urugwajskiej wojnie domowej (1839–1852). Jego twórcą był włoski rzeźbiarz Bernardo Poncini.
Pierwotnie cmentarz został zlokalizowany z daleka od miasta, głównie z powodu utrzymującego się ryzyka epidemii, jednak w wyniku szybkiego rozwoju Montevideo w XX wieku znalazł się on wewnątrz metropolii.
Cmentarz stał się popularny po 1858 roku. Był to jeden z pierwszych, gdzie pochówki nadal mogły być przeprowadzane przez Kościół katolicki. Można tu znaleźć rzeźby i pomniki autorstwa José Belloniego i Juana Zorrilly de San Martína.

## Pochowani
Wśród pochowanych tu osób znajdują się:
- Eduardo Acevedo
- Delmira Agustini
- Luis Batlle Berres
- José Batlle y Ordóñez
- Juan Manuel Blanes
- François Ducasse, ojciec Comte'a de Lautréamonta[4]
- Luis Alberto de Herrera
- Benito Nardone
- Pereira-Rossell[5]
- José Enrique Rodó
- Juan Spikerman
- Juan Zorrilla de San Martín.